# T1E1 (könnyűharckocsi)
A T1E1 könnyűharckocsi a 21 tonnás T1 minikiadása, a dupla fegyverzet nélkül. Páncélzata szegecseléses módszerrel készült. Apróbb módosításokkal állították elő a T1E3-at, majd ebből fejlesztették a T1E4 könnyűharckocsit, amely még a második világháborúban is szolgált.

## Műszaki adatai
- Hasmagasság: 0,35 m
- Üzemanyagtartály: 220 liter
- Üzemanyag-fogyasztás: 180 l/100 km
- Gázlóképesség: 0,7 m
- Mászóképesség: 35°
- Lőszerjavadalmazás: ágyúhoz 80 db, GPU-hoz 3000 db
- Árokáthidaló képesség: 1,8 m
- Lépcsőmászó képesség: 0,6 m